# Comuna Mîkilka, Kotelva
Mîkilka (în ucraineană Микілка) este o comună în raionul Kotelva, regiunea Poltava, Ucraina, formată din satele Hetmanka, Mîkilka (reședința), Șevcenkove, Ternî și Zaiți.

## Demografie
Componența lingvistică a comunei Mîkilka
     Ucraineană (94,41%)
     Rusă (4,87%)
     Alte limbi (0,51%)
Conform recensământului din 2001, majoritatea populației comunei Mîkilka era vorbitoare de ucraineană (94,41%), existând în minoritate și vorbitori de rusă (4,87%).